# Фостен Сенгор
Фостен Сенгор (фр. Faustin Senghor, нар. 2 січня 1994, Зігіншор) — сенегальський футболіст, захисник північномакедонського клубу «Вардар». Виступав також за низку сенегальських і закордонних клубів. Чемпіон Македонії.

## Ігрова кар'єра
У 2014 році Фостен Сенгор розпочав виступи на футбольних полях у складі команди «Каса Спортс», у якій грав до 2018 року. З 2018 до 2019 року футболіст грав у складі боснійської команди «Челік» (Зеніца), після чого повернувся до клубу «Каса Спортс», у якому цього разу грав до 2021 року.
У 2021 році сенегальський захисник перейшов до складу північномакедонської команди «Шкупі», у складі якої в сезоні 2021—2022 років став чемпіоном Македонії. У 2022 році Сенгор став гравцем турецького клубу «Гіресунспор», у якому виступав до кінця 2024 року. З початку 2025 року футболіст грає у складі північномакедонського клубу «Вардар».

## Титули і досягнення
- Чемпіон Македонії (1):

«Шкупі»: 2021–2022